# Fosfodiester
Fosfodiester er en gruppe af stærke kovalente bindinger mellem en fosfatgruppe og 5-carbon ringe carbohydrater (pentoser) over to esterbindinger. Fosfodiesterbindinger er en central del af det mest liv på Jorden, hvor de udgør backbone i DNA-strenge. I DNA og RNA er fosfodiesterbindinger koblingen mellem 3' carbonatomet i et sukkermolekyle og 5' carbon atomet på et andet, deoxyribose i DNA og ribose i RNA.
Fosfatgrupper i fosfodiesterbindinger er negativt ladet. 

## Enzymaktivitet
Fosfodiesterase er et enzym der katalyserer hydrolyse af fosfodiesterbindinger, heriblandt bindingen mellem cyklisk AMP eller cyklisk GMP. 